# Gravity (EP)
Gravity è l'unico EP della cantante britannica Connie Talbot, pubblicato a Hong Kong nel 2014.

## Tracce
1. Gravity – 3:37 (Connie Talbot, Flo Reutter, Mark Eldridge)
2. Inner Beauty – 3:47 (Bailey Tzuke, Graham Kearns, Judie Tzuke)
3. Mr. Blue Sky – 3:33 (Jeff Lynne)
4. Let It Go – 4:08 (testo: Kristen Anderson-Lopez – musica: Robert Lopez)
5. Inner Beauty (versione acustica) – 3:38 (Bailey Tzuke, Graham Kearns, Jude Tzuke)